# Carpodacus sillemi
Carpodacus sillemi е вид птица от семейство Чинкови (Fringillidae).

## Разпространение
Видът е разпространен в Китай.